# Pachnessa
Pachnessa é um género de besouro pertencente à família Melolonthidae.
Espécies:
- Pachnessa drumonti Keith, 2009
- Pachnessa krali (Keith, 2002)
- Pachnessa merkli (Keith, 2002)
- Pachnessa nicobarica (Redtenbacher, 1868)
- Pachnessa smetsi Keith, 2009
- Pachnessa vietnamica Keith, 2009